# 5849 Бганджі
5849 Бганджі (5849 Bhanji, тимчасові позначення 1990 HF1, 1983 ET2, 1984 HV) — астероїд головного поясу, відкритий 27 квітня 1990 року.
Тіссеранів параметр щодо Юпітера — 3,081.